# Валитова, Набиля Габдельхамидовна
Набиля Габдельхамидовна Валитова (28 декабря 1928, Сыйрышбашево, Башкирская АССР — 11 октября 2006, Воронеж) — артистка балета, балетмейстер. Народная артистка РСФСР (1969), заслуженная артистка РСФСР (1955).

## Биография
В 1949 году окончила Ленинградское хореографическое училище (педагог А. Я. Ваганова).
По окончании училища служила солисткой балета в Башкирском государственном театре оперы и балета.
С 1961 по 1975 годы — солистка Воронежского музыкального театра и Воронежского театра оперы и балета, с 1979 года — художественный руководитель театра, одновременно с 1963 по 1965 и с 1975 года — педагог Воронежского хореографического училища.
Главный балетмейстер (1979—1985), художественный руководитель балета (с 1995) Воронежского театра оперы и балета.
Участвовала в декаде башкирской литературы и искусства в Москве в 1955 году.
Семья: муж и партнёр на сцене Яков Лившиц. Позже он уехал жить в Израиль.
11 октября 2006 года была насмерть сбита машиной. Похоронена на Коминтерновском кладбище в Воронеже.

## Ученики
Среди учеников заслуженные артисты РФ Л. В. Денисова и Н. С. Курбатова, народные артисты РФ М. В. Леонькина и Т. А. Фролова.

## Балетные партии
В БГТОиБ
Вожак журавлей («Журавлиная песнь»; дебют, 1949), Зарема («Бахчисарайский фонтан» Б. В. Асафьева), Лиза («Тщетная предосторожность» Л. Герольда — П. Гертеля), Одетта-Одиллия («Лебединое озеро» П. И. Чайковского) и др.
В Воронежском театре оперы и балета
Постановки балетов «Щелкунчик» Чайковского, «Пахита» Э. Дельдевеза, «Бахчисарайский фонтан» и др. Автор либретто и постановщик (совместно с Я. З. Лифшицем) балета «Сказ земли русской» Г. Ставонина (1982). Постановщик танцев в операх: «Фауст» Ш. Гуно, «Евгений Онегин» П. Чайковского; в комедии «Ханума» А. Цагарели (1974, Воронежский драмтеатр).

## Награды и звания
- Орден «Знак Почёта» (1981)
- Народная артистка РСФСР (31 декабря 1969)
- Заслуженная артистка РСФСР (7 июня 1955)

## Память
В 2007 году в Воронеже на здании хореографического училища по адресу ул. Коммунаров д. 36 открыта мемориальная доска в память народной артистки РСФСР Набиле Валитовой.